# Xanthorhoe fissiferula
Xanthorhoe fissiferula är en fjärilsart som beskrevs av Louis Beethoven Prout 1939. Xanthorhoe fissiferula ingår i släktet Xanthorhoe och familjen mätare. Inga underarter finns listade i Catalogue of Life.